# Kap Hinks
Kap Hinks ist eine wuchtige, von einer hoch aufragenden und vereisten Kuppel überragte Landspitze an der Wilkins-Küste des Palmerlands auf der Antarktischen Halbinsel. Das Kap markiert den nördlichen Ausläufer der Finley Heights sowie die südliche Begrenzung der Einfahrt zum Bertius Inlet.
Der australische Polarforscher Hubert Wilkins entdeckte und fotografierte das Kap bei seinem Antarktisflug am 20. Dezember 1928. Der US-amerikanische Polarforscher Lincoln Ellsworth fotografierte es 1935 aus der Luft. Weitere Luftaufnahmen entstanden 1940 bei der United States Antarctic Service Expedition (1939–1941). Das Advisory Committee on Antarctic Names benannte es 1947 nach dem britischen Kartographen, Mathematiker und Astronom Arthur Robert Hinks (1873–1945), Sekretär der Royal Geographical Society von 1915 bis 1945. 